# Братковичі
Братко́вичі — село в Україні, у Львівському районі Львівської області. Населення становить 1314 осіб. Орган місцевого самоврядування — Городоцька міська рада.

## Легенда про заснування
Під час наступу загарбників поселення на території сучасного села Братковичі було знищено, але троє братів врятувалися, сховавшись у лісі. У 1410 році вони почали відбудовувати село. Вирощуючи хліб та освоюючи землі, брати швидко налагодили господарство завдяки сприятливим кліматичним умовам, чистій воді та рибним водоймам. Слава про них рознеслася, і до села почали приїжджати люди. Так виникло нове поселення. Але пам’ять про трьох братів-засновників збереглася в самій назві села — Братковичі, що походить від слова брат, брати.[джерело?]

## Населення
Згідно з переписом населення, проведеним у 1989 році в межах Української РСР, у селі Братковичі проживало 1291 особа. Із них — 628 чоловіків та 663 жінки.
За результатами Всеукраїнського перепису населення 2001 року, чисельність мешканців села становила 1314 осіб.

## Історія
Вночі 17 січня 1996 року в селі Братковичі Львівської області Анатолій Онопрієнко убив відразу 7 осіб. Серед них була родина з 5 осіб, а також ще 2 випадкові жертви. В цілому Онопрієнко скоїв на території Братковичів 12 вбивств.

## Спорт

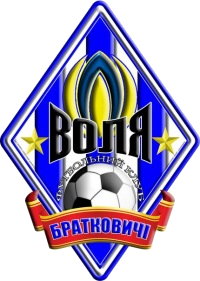

У Братковичах діє футбольна команда «Воля», яка вже давно стала справжньою гордістю села. Хлопці грають із душею, показують гарний командний дух і не раз доводили, що можуть змагатися на рівних із сильними суперниками.
«Воля» бере участь в обласних турнірах, де демонструє хороший рівень гри та характер. Команду підтримує громада, а кожен матч збирає чимало вболівальників. Це не просто спорт — це частина сільського життя, яка об’єднує людей і надихає молодь займатися футболом.
Команда «Воля» Братковичі у сезоні 2024 виступала в Першій лізі Львівської області та за підсумками чемпіонату посіла 10-те місце.
У сезоні 2025 команда «Воля» Братковичі виступає у Прем’єр-лізі Львівської області в партнерстві з командою «Легінь» Брюховичі.

## Релігійні споруди
В селі знаходиться церква Різдва Пресвятої Богородиці побудована в 1903 році та розбудована в 2003 році пожертвами парафіян. 

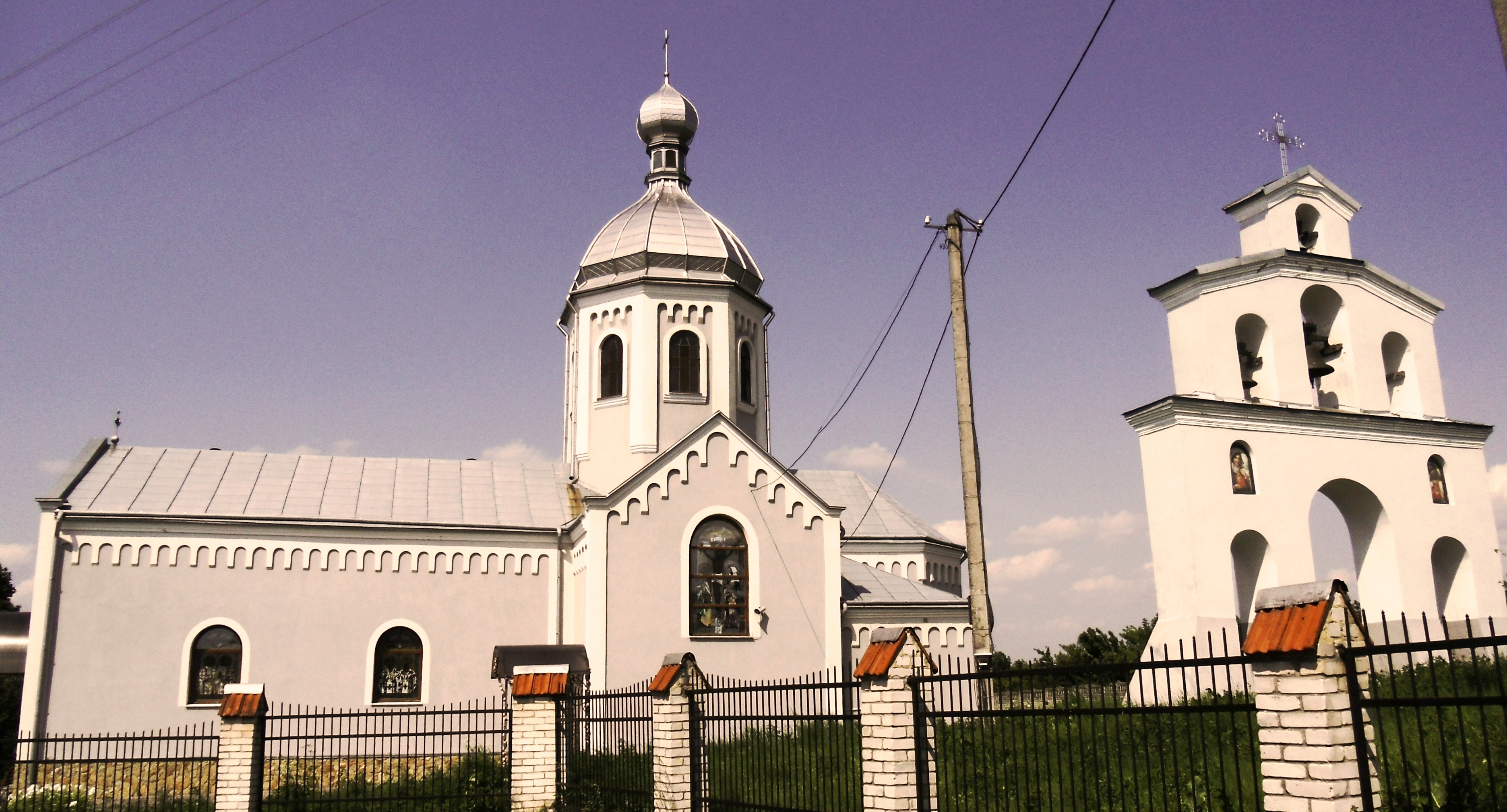
Панорамний вигляд храму з дзвіницею
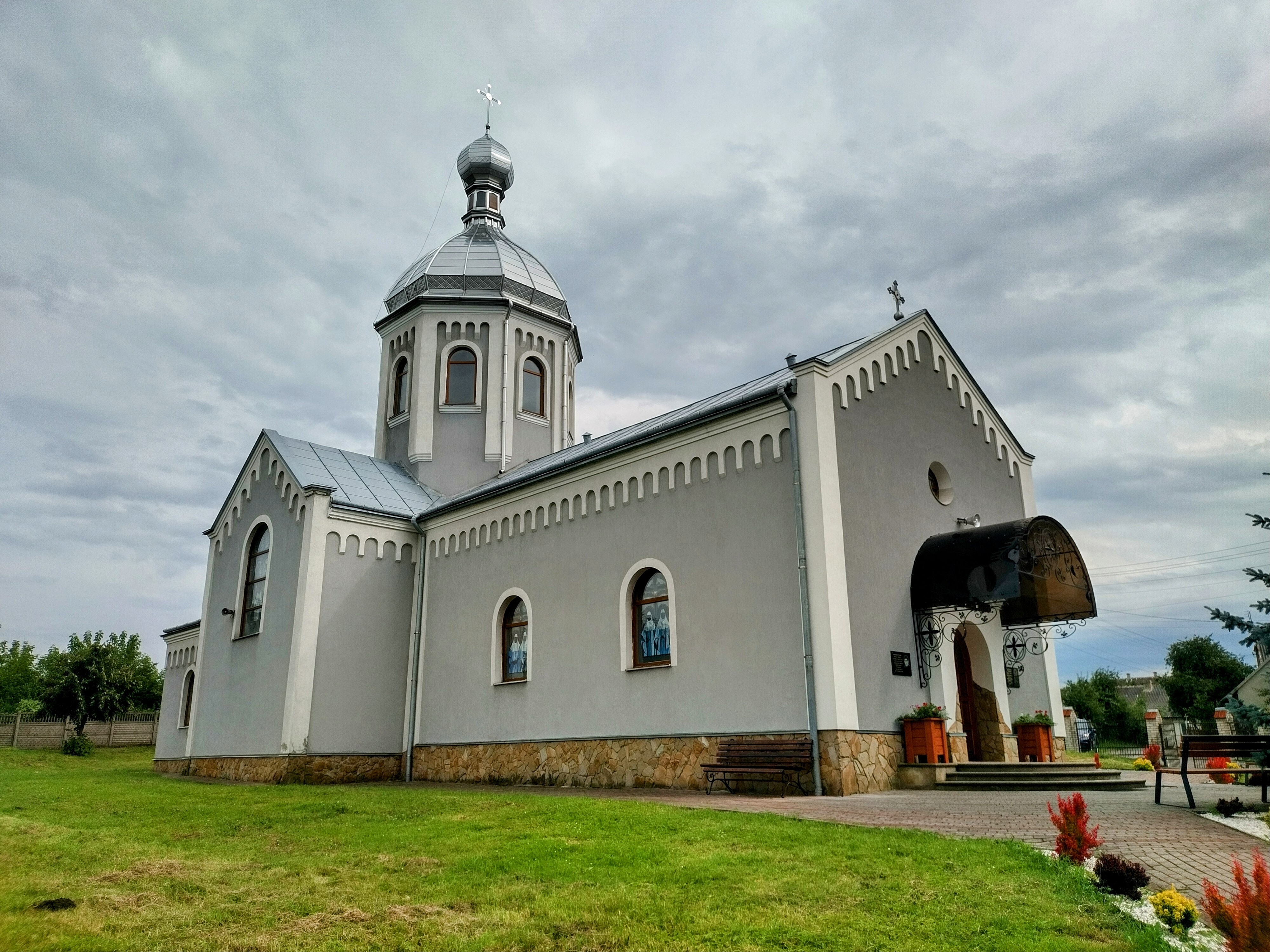
Кутовий вигляд